# Атяшево
Атя́шево (эрз. Отяжвеле) — посёлок городского типа, административный центр Атяшевского района Мордовии. Входит в Атяшевское городское поселение. Железнодорожная станция на линии Красный Узел — Канаш.
Население — 6046 чел. (2021).
Законом Республики Мордовия от 19 мая 2020 года № 25-З, в июне 2020 года в состав Атяшевского городского поселения (рабочего посёлка Атяшево) включаются населённые пункты упраздняемого Шейн-Майдановского сельского поселения и одноимённого ему сельсовета.

## География
Расположен в 74 км (по прямой) и 81 км (по автодороге) от Саранска, с которым соединен автодорогой 89К-06 Саранск — Ардатов и участком Горьковской железной дороги.
Средняя температура января -11,6°С, июля +19,2

## История
Основан в 1894 в связи со строительством Московско-Казанской железной дороги, участок которой был построен рядом с селом Атяшево (отсюда название).
По «Списку населённых мест Симбирской губернии» (1913) на станции Атяшево насчитывалось два двора (19 чел.); была вальцовая мельница А. И. Кулагина. 1 мая 1919 на станции останавливался агитпоезд ВЦИК «Октябрьская революция».
C 1928 года — районный центр.
В 1963 году преобразован в рабочий посёлок.

## Население
| \| 1913[6] \| 1959[7] \| 1970[8] \| 1979[9] \| 1989[10] \| 2002[11] \| 2009[12] \| \| -------- \| -------- \| -------- \| -------- \| -------- \| -------- \| -------- \| \| 19 \| ↗1581 \| ↗3891 \| ↗4393 \| ↗6298 \| ↘6073 \| ↘6016 \| \| 2010[11] \| 2012[13] \| 2013[14] \| 2014[15] \| 2015[16] \| 2016[17] \| 2017[18] \| \| ↗6246 \| ↘6183 \| ↘6152 \| ↘6119 \| ↗6138 \| ↘6095 \| ↗6098 \| \| 2018[19] \| 2019[20] \| 2020[21] \| 2021[2] \| \| \| \| \| ↘6057 \| ↗6109 \| ↘6063 \| ↘6046 \| \| \| \| 1000 2000 3000 4000 5000 6000 7000 1970 2010 2016 2021 |       |       |       |       |       |       |
| 1913 | 1959  | 1970  | 1979  | 1989  | 2002  | 2009  |
| 19 | ↗1581 | ↗3891 | ↗4393 | ↗6298 | ↘6073 | ↘6016 |
| 2010 | 2012  | 2013  | 2014  | 2015  | 2016  | 2017  |
| ↗6246 | ↘6183 | ↘6152 | ↘6119 | ↗6138 | ↘6095 | ↗6098 |
| 2018 | 2019  | 2020  | 2021  |       |       |       |
| ↘6057 | ↗6109 | ↘6063 | ↘6046 |       |       |       |

## Инфраструктура
Аграрный техникум, две общеобразовательные школы и музыкальная школа, библиотека, Центр национальный культуры, ДЮСШ, станции юных натуралистов и юных туристов, центральная районная больница.

## Экономика
В Атяшево действуют маслодельный завод, хлебокомбинат, хлебоприёмное предприятие,  строительные организации, агропредприятия, в том числе ОАО "Агро-Атяшево", мясоперерабатывающий комплекс МПК «Атяшевский» .

## Памятники
В центре Атяшево установлен памятник В. И. Ленину.

## Знаменитые люди-уроженцы поселка
- Герой Советского Союза Б. М. Зайцев;
- заслуженный врач РСФСР В. М. Зайцев.